# Férfi 1500 méteres gyorsúszás a 2017-es úszó-világbajnokságon
A 2017-es úszó-világbajnokságon a férfi 1500 méteres gyorsúszás versenyszámának döntőjét Budapesten rendezték, a Duna Arénában. A győztes az olasz Gregorio Paltrinieri lett.